# Галактионов, Михаил Михайлович
Михаи́л Миха́йлович Галактио́нов (род. 21 мая 1984, Москва) — российский футбольный тренер. Главный тренер московского «Локомотива».

## Биография
Родился 21 мая 1984 года в Москве.
Заниматься футболом начал в детско-юношеской спортивной школе «Красногвардеец», затем перешёл в школу московского «Динамо» по приглашению директора школы Виктора Царёва. После окончания школы стал играть в команде под руководством Евгения Лапкова, за год до выпуска из динамовской школы находился также в юношеской команде «Академика» Константина Сарсании. В дальнейшем пребывал в различных командах первого и второго дивизионов и первенства дублёров. Карьеру игрока закончил в 22 года из-за проблем со здоровьем.
В 2006 году окончил Московский городской педагогический университет по специальности «тренер-преподаватель по футболу». В 2008 году окончил Государственный университет управления (менеджмент в игровых видах спорта). В 2008 году стажировался в нидерландских клубах «Аякс», ПСВ, «Фейеноорд», «Утрехт». В 2010 году стажировался во французском «Лансе». В 2012 году окончил Высшую школу тренеров. Окончил Академию тренерского мастерства РФС (ноябрь 2013 — июнь 2014), получил лицензию А УЕФА. В 2017 году получил лицензию UEFA Pro.

## Тренерская карьера
Работал тренером в ДЮСШ «Савёловская», мини-футбольном клубе «Дина», московском любительском клубе «Интер». С 2007 года — тренер в академии московского «Динамо». На протяжении четырёх лет работал с командой 1995 года рождения, затем — с командой 1997 года рождения.

### Сборная России (до 17 и 19 лет)
В мае 2014 года был назначен главным тренером сборной России 1998 года рождения. На юношеском чемпионате Европы 2015 года в мае команда дошла до полуфинала, где проиграла Германии 0:1. На проходившем в октябре — ноябре 2015 чемпионате мира в 1/8 финала команда уступила Эквадору со счётом 1:4. В 2016 году стал победителем Мемориала Гранаткина, был награждён премией «Пик Качалина» как лучший тренер года за достижения в работе с молодыми футболистами. 1 июня 2017 года по соглашению с РФС покинул пост старшего тренера юношеской сборной России.

### «Ахмат»
1 июня 2017 года вошёл в тренерский штаб клуба российской премьер-лиги «Терек», вскоре переименованного в «Ахмат». 30 октября 2017 года, после отставки Олега Кононова, был назначен исполняющим обязанности главного тренера «Ахмата». В первом матче под руководством Галактионова грозненцы победили «Ростов» (1:0). 14 декабря подписал контракт в должности главного тренера на 3,5 года. На конец 2017 года в возрасте 33 лет входил в тройку самых молодых тренеров клубов ведущих лиг Европы вместе с Юлианом Нагельсманом из «Хоффенхайма» и Доменико Тедеско из «Шальке 04». 7 апреля 2018 после поражения на выезде от «Рубина» подал в отставку.

### Сборная России (до 20 и 21 года)
22 мая 2018 года был назначен старшим тренером сборной России (до 20 лет), которая была сформирована из игроков 1998 и 1999 годов рождения. Стал финалистом (серебряным призёром) турниров COTIF-2018 и «Переправа-2019».
7 декабря 2018 года был назначен исполняющим обязанности старшего тренера молодёжной сборной России. 19 декабря был утверждён в качестве старшего тренера. В октябре 2020 года сборная под его руководством квалифицировалась на чемпионат Европы 2021. На самом турнире россияне завершили выступление уже после группового этапа. В отборочном турнире к чемпионату Европы 2023 года сборная России занимала 2-е место в группе, уступая по результатам личных встреч (1:4, 1:0) испанцам.
В апреле 2023 года покинул пост главного тренера молодёжной сборной России.

### «Пари Нижний Новгород»
16 июня 2022 года Галактионов, оставаясь главным тренером молодёжной сборной России, возглавил клуб РПЛ «Пари Нижний Новгород». 11 ноября 2022 года, после матча с «Ахматом» (3:2), объявил об уходе с поста главного тренера клуба.

### «Локомотив» (Москва)
13 ноября 2022 года было объявлено о назначении Галактионова главным тренером московского «Локомотива». В первом матче под руководством Галактионова 23 ноября «Локомотив» в гостях проиграл «Краснодару» (0:1) в матче Кубка России. В первом матче премьер-лиги под руководством Галактионова «Локомотив» 4 марта 2023 года в гостях выиграл у «Ростова» со счётом 3:1. 6 июня 2024 года «Локомотива» продлил контракт с Галактионовым на два года.